# Chérie FM
Chérie FM is een Franse private radiozender opgericht in 1987. De zender behoort tot de NRJ Group. De zender draait vooral popmuziek en ballads.

## Geschiedenis
Op 28 maart 1987 werd Chérie FM in Parijs opgericht door Jean-Paul Baudecroux op de frequentie van de oude radiozender Gilda Radiopolitaine. Chérie FM krijgt een nationale aanwezigheid in 1989, toen de NRJ Group het Pacific FM-netwerk kocht. De meeste stations in de Province zijn aangesloten bij Chérie FM (terwijl de Parijse frequentie werd gebruikt om Rire & Chansons te creëren).
In 1992 strekte Chérie FM zich uit tot België in Wallonië onder de naam Chérie FM Belgique en zond daar uit tot mei 2008.
De televisiezender Chérie 25 is op 12 december 2012 gestart. Het zendt uit op de Franse TNT in hoge definitie. De programmering verschilt echter van de radiozender.